# Kawczut
Kawczut – wieś w Armenii, w prowincji Sjunik. W 2011 roku liczyła 88 mieszkańców.